# Landtagswahl in Thüringen 2004
- PDS: 28
- SPD: 15
- CDU: 45

- Regierung: 45
- Opposition: 43

Die Landtagswahl in Thüringen 2004 war die Wahl zum vierten Thüringer Landtag seit der Neugründung des Landes 1990. Sie fand gemeinsam mit der Europawahl 2004 am 13. Juni 2004 statt. Die Wahlbeteiligung lag bei 53,8 %.
Die CDU unter Dieter Althaus, der erst ein Jahr zuvor von Bernhard Vogel das Amt des Ministerpräsidenten übernommen hatte, konnte ihre absolute Mandatsmehrheit trotz erheblicher Stimmenverluste knapp verteidigen.

## Parteien
| Kürzel       | Partei                                      | Wahlkreis- bewerber |
| ------------ | ------------------------------------------- | ------------------- |
| CDU          | Christlich Demokratische Union Deutschlands | 44                  |
| PDS          | Partei des Demokratischen Sozialismus       | 44                  |
| SPD          | Sozialdemokratische Partei Deutschlands     | 44                  |
| Grüne        | Bündnis 90/Die Grünen                       | 32                  |
| FDP          | Freie Demokratische Partei                  | 41                  |
| Freie Wähler | Freie Wähler                                | –                   |
| REP          | Die Republikaner                            | –                   |
| NPD          | Nationaldemokratische Partei Deutschlands   | 1                   |
| Graue        | Die Grauen – Graue Panther                  | –                   |
| ODAD         | Ost-Deutsche Alternative für Deutschland    | –                   |
| VIBT         | Volksinteressenbund Thüringen               | –                   |
| ödp          | Ökologisch-Demokratische Partei             | 1                   |
| BSU          | Bürgerliche Soziale Union                   | –                   |
| KPD          | Kommunistische Partei Deutschlands          | –                   |

## Ergebnis

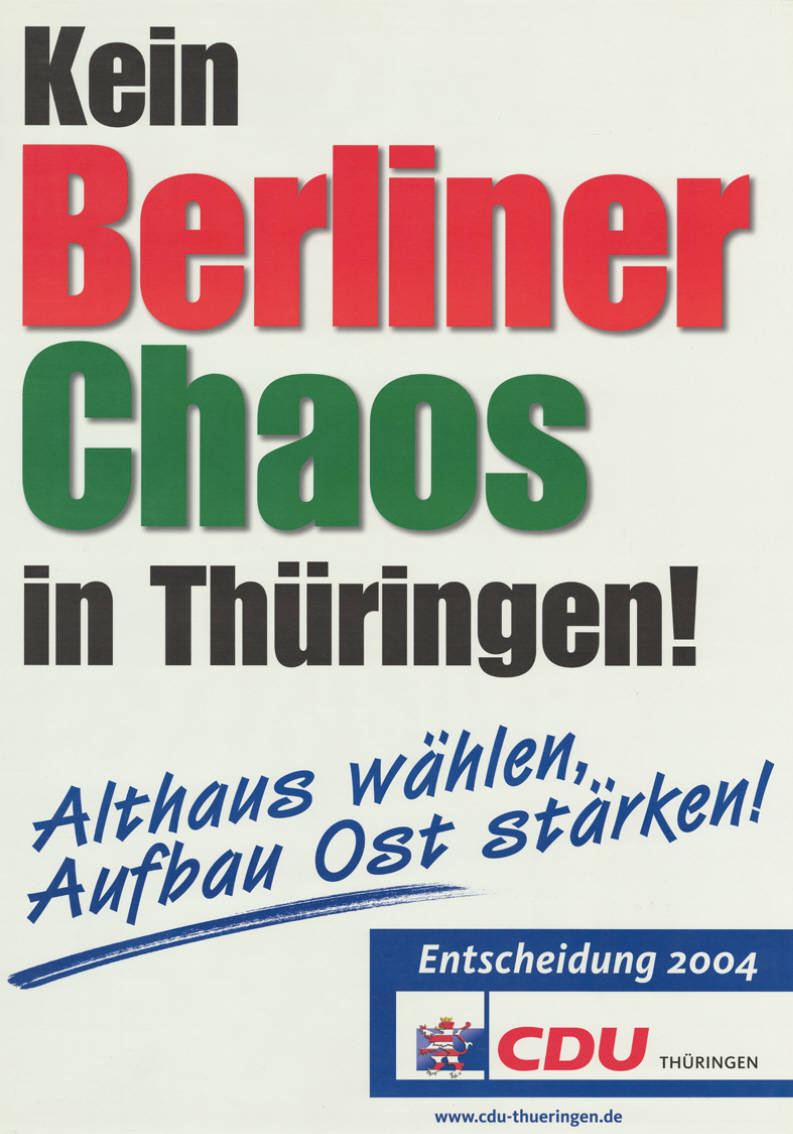
Wahlplakat der CDU mit Bezug auf die damalige rot-grüne Bundesregierung unter Gerhard Schröder

Direktmandate in den Wahlkreisen

| Listen                                    | Listen            | Wahlkreisstimmen | Wahlkreisstimmen | Wahlkreisstimmen | Wahlkreisstimmen | Landesstimmen | Landesstimmen | Landesstimmen | Landesstimmen | Mandate | Mandate |
| Listen                                    | Listen            | Stimmen          | %                | +/-              | Mandate          | Stimmen       | %             | +/-           | Mandate       | Anzahl  | +/-     |
| ----------------------------------------- | ----------------- | ---------------- | ---------------- | ---------------- | ---------------- | ------------- | ------------- | ------------- | ------------- | ------- | ------- |
|                                           | CDU               | 428.151          | 42,8             | –6,5             | 39               | 434.088       | 43,0          | –8,1          | 6             | 45      | –4      |
|                                           | PDS               | 296.325          | 29,6             | +7,3             | 5                | 263.717       | 26,1          | +4,8          | 23            | 28      | +7      |
|                                           | SPD               | 172.060          | 17,2             | –4,4             | –                | 146.297       | 14,5          | –4,0          | 15            | 15      | –3      |
|                                           | Grüne             | 42.295           | 4,2              | +2,5             | –                | 45.649        | 4,5           | +2,7          | –             | –       | –       |
|                                           | FDP               | 51.664           | 5,2              | +3,2             | –                | 36.483        | 3,6           | +2,5          | –             | –       | –       |
|                                           | Freie Wähler      | –                | –                | N/A              | –                | 26.302        | 2,6           | N/A           | –             | –       | –       |
|                                           | REP               | –                | –                | –2,1             | –                | 19.797        | 2,0           | +1,2          | –             | –       | –       |
|                                           | NPD               | 943              | 0,1              | +0,1             | –                | 15.695        | 1,6           | +1,3          | –             | –       | –       |
|                                           | Graue             | –                | –                | N/A              | –                | 8.509         | 0,8           | N/A           | –             | –       | –       |
|                                           | ODAD              | –                | –                | N/A              | –                | 4.400         | 0,4           | N/A           | –             | –       | –       |
|                                           | VIBT              | –                | –                | –0,8             | –                | 3.347         | 0,3           | –0,5          | –             | –       | –       |
|                                           | ödp               | 1.097            | 0,1              | N/A              | –                | 2.317         | 0,2           | N/A           | –             | –       | –       |
|                                           | BSU               | –                | –                | N/A              | –                | 2.135         | 0,2           | N/A           | –             | –       | –       |
|                                           | KPD               | –                | –                | N/A              | –                | 1.842         | 0,2           | N/A           | –             | –       | –       |
|                                           | Einzelbewerber    | 7.673            | 0,8              | +0,7             | –                | –             | –             | –             | –             | –       | –       |
| Gesamt                                    | Gesamt            | 1.000.208        | 100              |                  | 44               | 1.010.578     | 100           |               | 44            | 88      | –       |
|                                           |                   |                  |                  |                  |                  |               |               |               |               |         |         |
| Ungültige Stimmen                         | Ungültige Stimmen | 53.348           | 5,1              | +3,3             |                  | 42.978        | 4,1           | +2,8          |               |         |         |
| Wähler                                    | Wähler            | 1.053.556        | 53,8             | –6,1             |                  | 1.053.556     | 53,8          | –6,1          |               |         |         |
| Wahlberechtigte                           | Wahlberechtigte   | 1.958.041        |                  |                  |                  | 1.958.041     |               |               |               |         |         |
|                                           |                   |                  |                  |                  |                  |               |               |               |               |         |         |
| Quelle: Thüringer Landesamt für Statistik |                   |                  |                  |                  |                  |               |               |               |               |         |         |

## Detailergebnis

### Extremwerte (Landesstimmen)
| Partei                 | Höchstes Ergebnis                | Niedrigstes Ergebnis                                                 |
| ---------------------- | -------------------------------- | -------------------------------------------------------------------- |
| CDU                    | Landkreis Eichsfeld (66,2 %)     | Jena (31,7 %)                                                        |
| PDS                    | Suhl (35,7 %)                    | Landkreis Eichsfeld (12,4 %)                                         |
| SPD                    | Jena (19,2 %)                    | Landkreis Eichsfeld (9,7 %)                                          |
| GRÜNE                  | Weimar (12,5 %)                  | Landkreis Altenburger Land (2,5 %)                                   |
| FDP                    | Jena (4,4 %)                     | Landkreis Eichsfeld (3,0 %) Wartburgkreis (3,0 %)                    |
| Freie Wähler Thüringen | Wartburgkreis (10,1 %)           | Erfurt (0,8 %) Landkreis Eichsfeld (0,8 %)                           |
| REP                    | Weimarer Land (3,2 %)            | Landkreis Eichsfeld (0,9 %)                                          |
| NPD                    | Kyffhäuserkreis (3,0 %)          | Eisenach (0,8 %)                                                     |
| GRAUE                  | Gera (1,8 %)                     | Landkreis Hildburghausen (0,4 %)                                     |
| ODAD                   | Jena (0,9 %)                     | Landkreis Eichsfeld (0,2 %) Landkreis Schmalkalden-Meiningen (0,2 %) |
| VIBT                   | Kyffhäuserkreis (1,1 %)          | 8 Kreise mit je 0,2 %                                                |
| ödp                    | Landkreis Eichsfeld (1,1 %)      | 7 Kreise mit je 0,1 %                                                |
| BSU                    | Landkreis Hildburghausen (0,5 %) | 6 Kreise mit je 0,1 %                                                |
| KPD                    | Gera (0,3 %) Jena (0,3 %)        | 4 Kreise mit je 0,1 %                                                |

Die CDU, die bei der vorangegangenen Landtagswahl 1999 erstmals die absolute Mehrheit im Landtag errungen hatte, verlor vier Sitze und verfügte nun nur noch über zwei Abgeordnete mehr als die Oppositionsparteien (45 von 88 Sitzen). Die größte Gewinnerin der Wahl war die PDS, die bereits 1999 die zweitstärkste politische Kraft im Land geworden war und ihren Vorsprung gegenüber der SPD nun nochmals ausbauen konnte. Sie erreichte in allen Wahlkreisen Zugewinne und errang fünf der 44 Direktmandate, darunter je zwei in den beiden größten Städten Erfurt und Gera. 1999 waren noch sämtliche Direktmandate an die Kandidaten der CDU gegangen.
Auch Bündnis 90/Die Grünen und FDP, die seit 1994 nicht mehr im Landtag vertreten waren, erreichten in allen Wahlkreisen Zugewinne und konnten ihre jeweilige Stimmenzahl gegenüber 1999, wo beide Parteien nur 1,9 bzw. 1,1 % der Stimmen erhalten hatten, mehr als verdoppeln. Dennoch scheiterten beide erneut an der Fünf-Prozent-Hürde.
Die DVU, die 1999 noch 3,1 % der Stimmen auf sich vereint hatte und damit viertstärkste politische Kraft des Landes geworden war, trat 2004 nicht mehr an.
Mit Matthias Bärwolff (PDS), einem 18-jährigen Abiturienten, wurde der bis dahin jüngste Abgeordnete in den Landtag gewählt.

## Folgen
Der 4. Thüringer Landtag wurde am 8. Juli 2004 durch den 65-jährigen Alterspräsidenten Siegfried Jaschke (CDU) eröffnet. Der Landtag wählte Dieter Althaus erneut zum Ministerpräsidenten, der daraufhin das Kabinett Althaus II ernannte. Neue Präsidentin des Landtags wurde die bisherige Thüringer Ministerin für Wissenschaft, Forschung und Kunst, Dagmar Schipanski (CDU).